# Noaganw
Naogaon (beng. নওগাঁ জেলা) – miasto w północno-zachodnim Bangladeszu, w prowincji Radźszahi. Według danych szacunkowych na rok 2007 liczy 208 304 mieszkańców. Ośrodek przemysłowy.